# Федерація баскетболу України
Федера́ція баскетбо́лу Украї́ни заснована 28 лютого 1992 року та офіційно прийнята до членів  Міжнародної Федерації баскетболу (ФІБА) 10 липня 1992 року.
За період існування ФБУ було проведено дванадцять чемпіонатів України. У нинішньому XIII Чемпіонаті беруть участь 68 команд (20 жіночих та 48 чоловічих), в яких будуть грати 667 чоловіків та 225 жінок. Розширилась географія учасників XIII Чемпіонату. З'явилися нові команди в містах: Миколаєві, Южному (Одеської області) та Кропивницькому, а також нові жіночі команди в Івано-Франківську та Кропивницькому. Крім того, Львівська федерація баскетболу проводить змагання західної любительської ліги за участю 12 чоловічих та 4-х жіночих команд.
Нині баскетболом в Україні займаються близько 40 тисяч осіб, працюють більш 1000 тренерів. У рамках спортивно-технічної та суддівської комісій створено суддівський комітет, який координує роботу та організує підвищення кваліфікації суддівсько-комісарського корпусу. Зараз чемпіонати України обслуговують 85 арбітрів та 30 технічних комісарів (у тому числі 8 арбітрів та 4 комісари ФІБА).
Президентом Федерації баскетболу України є відомий український політичний діяч Михайло Юрійович Бродський.
Вперше в лютому 2018ФБУ довічно дискваліфікувала трьох баскетболістів за договірний матч.

## Обов'язки організації
Діяльність спрямована на подальший розвиток баскетболу як одного з найпопулярніших видів спорту, шляхом залучення до занять широких кіл населення, підвищення рівня майстерності баскетболістів. Уся організаційна робота ФБУ забезпечується її керівними та виконавчо-адміністративними органами: Конференцією, Радою, Президією, Секретаріатом, громадськими комісіями, а також федераціями на місцях і баскетбольними клубами. Під час роботи проведено шість чергових та позачергових Конференцій, дванадцять засідань Ради, 73 президії ФБУ.
У практичній роботі багато уваги приділяється організації та проведенню загальноукраїнських змагань різного віку й рівня, а також забезпеченню участі клубних команд країни в Єврокубках, національних збірних команд — у головних змаганнях міжнародної Федерації баскетболу (ФІБА): Чемпіонатах Європи, Світу, Олімпійських іграх, а також збірних команд юнаків та дівчат різних вікових категорій — у першостях Європи.
Федерація баскетболу України активно бере участь у роботі ФІБА, її Генеральної асамблеї, конгресах постійної Конференції Європи. У вересні 2000 року ФБУ вступила до асоціації баскетбольних Федерацій держав СНД разом із федераціями Росії, Білорусі, Казахстану, Узбекистану, Азербайджану, Вірменії, Грузії.

2015-

## Заснування ФБУ
У червні 1998 року ФБУ була зареєстрована Міністерством юстиції України і внесена до єдиного державного реєстру підприємств та організацій України, а у березні 1999 року наказом Держкомспорту їй надано статус національної спортивної федерації. Держкомспорт та ФБУ підписали договір, яким, у зв'язку з наданням Федерації статусу національної, їй делеговані повноваження з розвитку баскетболу в Україні, виключне право його представництва у ФІБА та на міжнародних змаганнях з баскетболу, а також право на організацію та проведення міжнародних і загальноукраїнських змагань. На позачерговій Конференції ФБУ у грудні 1998 року була затверджена нова редакція Статуту федерації. Під час підготовки до реєстрації у Мінюсті України у склад ФБУ були прийняті 14 федерацій, які представляють області, міста та Автономну Республіку Крим.

## Підготовка тренерів
Федерація систематично проводить наради і семінари тренерів команд, які грають у чемпіонатах України. У 1999 році вперше було проведено семінар підвищення кваліфікації тренерів. У ньому брали участь найкращі спеціалісти спортивної науки країни. Учасники семінару прослухали курс лекцій і взяли участь у практичних заняттях із передових методів спортивно-тренувального процесу підготовки команд. По закінченню семінару було проведено тестування тренерів і ті, які його успішно склали, отримали документ, який дає право на роботу у командах-учасницях Чемпіонатів України. У 2001 році семінар підвищення кваліфікації тренерів було проведено вдруге також з залучанням провідних вітчизняних спеціалістів, а у 2003 році Федерація баскетболу України провела міжнародний семінар тренерів з залучанням провідних спеціалістів з ближнього зарубіжжя.

## Видавнича діяльність
Підготовлені та видані ряд методичних посібників та рекомендацій: підручник для вузів фізичного виховання «Підготовка висококласних баскетболістів» (автор — д.п.н. професор Корягін В. М.), книга «Проблеми сучасного баскетболу» (автор — к.п.н. доцент Вальтін А. І.), методичний посібник «Підготовка центрових у баскетболі» (автор — доценти Леонов О. Д. і Окіпняк В. Г.), методичний посібник «Зошит тренера з баскетболу» (автори ЗТУ та СРСР, к.п.н. доцент Хромаєв З. М., к.п.н. доцент Поплавський Л. Ю., ЗТУ Защук Г. С.) та ряд інших. Підготовлені та видані офіційні правила баскетболу 2000 року українською мовою (автори ЗТУ Хромаєв З. М. і Шемосюк С. С.).

## Логотип
16 вересня 2015 року Федерація баскетболу України представила новий логотип. Новою офіційною емблемою стало стилізоване зображення баскетбольного м`яча з кольорами національного прапора України.

### Попередні логотипи

1992-2015

- 2015-

## Керівництво[4]
- Президент — Михайло Бродський
- Генеральний секретар — Володимир Драбіковський
- Почесний президент — Олександр Волков